# جان کندون (ورزشکار)
جان کندون (انگلیسی: John Condon; ۲۸ فوریهٔ ۱۸۸۹ – ۲۱ فوریهٔ ۱۹۱۹) ورزشکار بوکس اهل پادشاهی متحد بریتانیای کبیر و ایرلند بود.
وی در مسابقات کشوری و بین‌المللی در مجموع برندهٔ ۱ مدال نقره شده‌است.